# Amdurahman Abdo
Amdurahman Abdo Busa (* 25. September 1999) ist ein äthiopischer Sprinter, der sich auf den 400-Meter-Lauf spezialisiert hat. 

## Sportliche Laufbahn
Erste internationale Erfahrungen sammelte Amdurahman Abdo 2017 bei den Juniorenafrikameisterschaften in Tlemcen, wo er mit der äthiopischen 4-mal-400-Meter-Staffel in 3:11,89 min die Goldmedaille gewann. Im Jahr darauf schied er bei den U20-Weltmeisterschaften in Tampere über 400 Meter mit 48,46 s und auch mit der Staffel mit 3:12,63 min jeweils im Vorlauf aus. Anschließend nahm er an den Afrikameisterschaften in Asaba teil, schied dort mit 47,76 s im Halbfinale aus und erreichte auch mit der Staffel in 3:11,95 min nicht das Finale. 2019 nahm er erstmals an den Afrikaspielen in Rabat teil und belegte dort in der Staffel in 3:11,58 min den siebten Platz.
2018 und 2019 wurde Abdo äthiopischer Meister im 400-Meter-Lauf.

## Persönliche Bestzeiten
- 400 Meter: 45,97 s, 24. Mai 2018 in Assela